# Augusta-Krankenhaus (Düsseldorf)
Das Augusta-Krankenhaus (AKH) ist eine Akutklinik in Düsseldorf-Oberrath. Es vereint alle für die Diagnostik und Behandlung notwendigen Fachkliniken unter einem Dach. Das Haus verfügt über 200 Betten, hat 420 Mitarbeiter und behandelt jährlich rund 32.000 Patienten. Die Klinik war seit ihrer Grundsteinlegung im Jahre 1904 in katholischer Trägerschaft unter der Leitung der Töchter vom heiligen Kreuz und ist seit 1973 Mitglied in der Krankenhaus Mörsenbroich-Rath GmbH, die seit 2004 dem Verbund Katholischer Kliniken Düsseldorf (VKKD) zugehörig ist.

## Geschichte
Der Kölner Erzbischof Hubert Theophil Simar erteilte am 30. Oktober 1901 den Töchtern vom Heiligen Kreuz die Genehmigung zum Bau einer Niederlassung zur Aufnahme und Pflege von Kranken. Am 25. März 1902 erfolgte die erforderliche Zustimmung der zuständigen preußischen Minister. Am 13. November 1902 wurden die Baupläne beim Bürgermeisteramt in Rath eingereicht, und nach einigen Änderungen der Pläne wurde im Sommer 1903 die Baugenehmigung erteilt.
Im September 1904 wurde das St.-Josefs-Krankenhaus bezogen und in Betrieb genommen. Im November 1904 erfolgte die erste Operation durch Franz Backhaus. Am 31. Mai 1910 wurde das Haus in „Augusta-Krankenhaus“ umbenannt. 1921 wurde eine neue Abteilung für Hals-, Nasen- und Ohrenleiden eingerichtet. 1922/1923 begannen die Umbaumaßnahmen für den Anbau. 1932/1933 wurde eine geburtshilflich-gynäkologische Abteilung eingerichtet.

### Zeit des Nationalsozialismus
1933/1934 erfolgte die Anerkennung als Unfallkrankenhaus und Durchgangsarzt-Station. Am 2. November 1944 erlitt das Haus einen Volltreffer durch einen Luftangriff. Der rechte Flügel wurde an der Frontseite fast ganz zerstört und mit ihm die Operationssäle und die im Krieg neu eingerichtete Röntgenabteilung. Beim Zusammenbruch der Decken starben sechs Menschen. An der Hofseite waren mehrere Teile des Hauses betroffen, unter anderem Chor und Altar der Kapelle, Liegehalle der chirurgischen Frauenabteilung, Schwestern-Speisezimmer und die Hauptküche. Der Betrieb wurde vorerst eingestellt. Im Februar 1945 hielten die ersten Patienten Einzug in den provisorisch als Krankenzimmer hergerichteten Kellerräumen.

### Nachkriegszeit
Am 27. September 1945 erhielt das Krankenhaus ein Röntgengerät. Es handelte sich um ein beschädigtes Gerät aus einem zerstörten Lazarett, das repariert wurde. 1948 wurde das Krankenhaus den eigentlichen Zwecken zugeführt. Am 1. Juli 1955 wurde der zerstörte rechte Flügel mit Platz für eine neue Operationsabteilung und Krankenzimmer mit einer Kapazität von insgesamt 30 Betten wieder hochgezogen. Am 1. November 1973 trat der Vertrag zur Übernahme des Augusta-Krankenhauses durch die Krankenhaus-Mörsenbroich Rath GmbH in Kraft. Am 31. Dezember 1992 beendeten die Schwestern der Ordensgemeinschaft der Töchter vom heiligen Kreuz ihren Dienst im Krankenhaus.

## Struktur
Als Akademisches Lehrkrankenhaus der Heinrich-Heine-Universität Düsseldorf ist das Augusta-Krankenhaus Zentrum medizinischer Wissenschaft und bietet Ausbildungsmöglichkeiten für Ärzte und Pflegepersonal.
Es gibt fünf Fachabteilungen:
- Allgemein-, Viszeral-, Thorax- und Endokrine Chirurgie
- Anästhesie/Schmerztherapie und operative Intensivmedizin
- Gefäßchirurgie
- Innere Medizin
- Kardiologie, Rhythmologie und konservative Intensivmedizin